# Hội chứng Dorian Gray
Hội chứng Dorian Gray được đặt theo tên nhân vật chính trong tác phẩm “Dorian Gray” của nhà văn Oscar Wilde, kể về một chàng trai trẻ sẵn sàng bán rẻ linh hồn để giữ mãi tuổi xuân. Những người mắc phải hội chứng này luôn bị ám ảnh bởi một vẻ ngoài hoàn hảo, từ đó sinh ra nỗi sợ tuổi già. Họ tìm mọi cách để kéo dài tuổi trẻ, chẳng hạn như lạm dụng mỹ phẩm.